# كانيكاتي
كَنِكَتّي أو (نقحرة: كانيكاتي) (بالإيطالية: Canicattì)‏ هي بلدية في مقاطعة جرجنت في صقلية الإيطالية.

## السكان
في سنة 1861 بلغ عدد السكان 20٬204 نسمة، وتطور العدد ليصل في سنة 2011 لـ 34٬863 نسمة.
يظهر هذا المخطط البياني تطور النمو السكاني لـ كَنِكَتّي